# Sunifred II d'Urgell
Sunifred II d'Urgell (880? - 948) fou comte d'Urgell (897 - 948). Tercer fill del comte Guifré el Pilós i Guinidilda d'Empúries. Mentre un germà, Guifré II Borrell, heretà els comtats de Barcelona, Girona i Osona i un altre germà, Miró, el comtat de Cerdanya, ell heretà el comtat d'Urgell iniciant-se així la primera dinastia hereditària del comtat. Va afavorir la recuperació del territori pallarès. L'any 914 va presidir una assemblea eclesiàstica que va refondre els béns d'antics monestirs decaiguts i els va adscriure a Sant Sadurní de Tavèrnoles. Mort sense descendència, tot i estar casat amb Adelaida de Barcelona, va heretar el comtat el seu nebot, Borrell II, comte de Barcelona.